# Ernst Horneffer

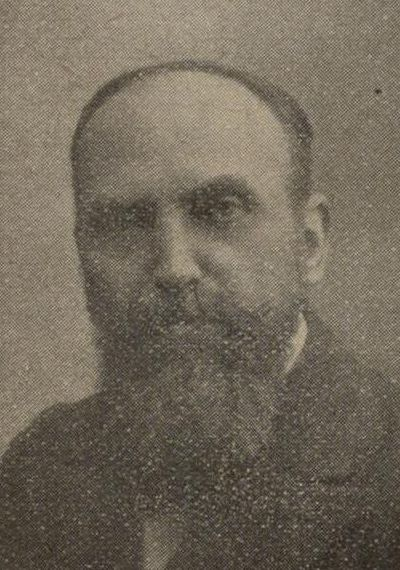
Ernst Horneffer, um 1929

Ernst Horneffer (* 7. September 1871 in Stettin; † 5. September 1954 in Iserlohn) war ein deutscher Philologe, freireligiöser Dozent, Freimaurer und Philosoph.

## Werdegang
Horneffer verbreitete seine Auffassungen vor allem in Vorträgen, die auch gedruckt erschienen. Über mehrere Jahrzehnte war die Auseinandersetzung mit Friedrich Nietzsche ein Schwerpunkt von Horneffers Tätigkeit. Zusammen mit seinem Bruder August Horneffer trat er 1899 ins Nietzsche-Archiv ein und war Mitherausgeber von veröffentlichten und nachgelassenen Schriften Nietzsches. Nach seinem Austritt aus dem Archiv kritisierte er öffentlich dessen Leiterin Elisabeth Förster-Nietzsche, unter deren Ägide keine wissenschaftlich korrekte Arbeit möglich gewesen sei.
1918 habilitierte er sich an der Universität Gießen, wo er seit 1920 als Professor für Philosophie wirkte.
Stand er politisch zunächst freigeistigen und liberalen Strömungen nahe, so vertrat er in späteren Jahren auch völkische Ideen. Bei der Wahl zum Reichstag 1930 kandidierte Horneffer als hessischer Vertreter für die Wirtschaftspartei. In der Zeit des Nationalsozialismus passte er einerseits sein Schrifttum an, zum anderen übte Horneffer in Vorträgen Kritik, weshalb ihm 1937 die Lehrbefugnis entzogen wurde. Von der Entnazifizierungskammer in Iserlohn erhielt er am 13. Februar 1948 ein Entlastungszeugnis. Er wurde als ein Opfer nationalsozialistischer Verfolgung anerkannt.

## Werke (Auswahl)
- Vorträge über Nietzsche. Versuch einer Wiedergabe seiner Gedanken, Göttingen 1900
- Nietzsches Lehre von der Ewigen Wiederkunft und deren bisherige Veröffentlichung, Leipzig 1900
- Zu Nietzsches Gedächtnis, Göttingen 1901
- Platon gegen Sokrates. Interpretationen, Leipzig 1904
- (mit August Horneffer), Das klassische Ideal. Reden und Aufsätze, Leipzig 1906
- Nietzsches letztes Schaffen. Eine kritische Studie, Jena 1907
- Hebbel und das religiöse Problem der Gegenwart, Jena 1907
- Die Kirche und die politischen Parteien. Aufruf zur Gründung einer Deutschen Kulturpartei. Anhang: Programm der Deutschen Kulturpartei, Leipzig 1908
- Wege zum Leben. Vorträge, Leipzig 1908
- Religion und Deutschtum. Sonderabdruck aus der Zeitschrift: Deutscher Frühling, Heft 1/2, Leipzig 1908
- Nietzsche-Vorträge. Erweiterte Ausgabe, Leipzig 1908
- Katholizismus in der protestantischen Kirche. Worte zur Abwehr, Leipzig 1909
- Tod und Sieg. Zweite vaterländische Rede, München o. J. (1908)